# Pseudococcus xanthorrhoeae
Pseudococcus xanthorrhoeae är en insektsart som beskrevs av Qin och Penny J. Gullan 1990. Pseudococcus xanthorrhoeae ingår i släktet Pseudococcus och familjen ullsköldlöss. Inga underarter finns listade i Catalogue of Life.